# 197525 Versteeg
197525 Versteeg este o planetă minoră (asteroid) din centura de asteroizi. A fost descoperită pe 22 februarie 2004 la Observatorul Național Kitt Peak de Marc Buie⁠(d). 
Obiectul prezintă o orbită caracterizată de o semiaxă mare de 3,0871142090468 UAi, o excentricitate de 0,15, o înclinație de 0,6 ° în raport cu ecliptica.